# グスタフ・ワーグナー
グスタフ・フランツ・ワーグナー（Gustav Franz Wagner、1911年7月18日 - 1980年10月3日）は、ナチス・ドイツ親衛隊（SS）の下士官。ソビボル強制収容所で囚人たちから最も悪名高かった看守。最終階級は親衛隊曹長（SS-Oberscharführer）。

## 経歴

### ソビボル以前
オーストリアのウィーン出身。1931年にゲルマン民族統一の思想に共鳴して非合法のオーストリア・ナチ党に入党した。党員番号は443,217。1934年にオーストリア官憲から逮捕されるのを防ぐためにドイツへ亡命。ドイツで突撃隊（SA）に参加。1930年代終わり頃に親衛隊に参加した（親衛隊員番号276,962）。オーストリア併合後の1940年、オーストリアのリンツに近いハルトハイムで安楽死計画（T4作戦）に参加した。この作戦における彼の任務は死体の焼却であり、ハルトハイム所長フランツ・シュタングルと親交を結んだ。

### ソビボルで大量虐殺
1942年3月、建設要員としてシュタングルとともにソビボル絶滅収容所に派遣される。シュタングルがソビボルの所長となり、ワーグナーはその補佐にあたった。初めは「宿泊施設」、後にはガス室の監督にもあたった。またカール・フレンツェルとともにソビボルに到着したユダヤ人をガス室送りにするか否かの選別をする役割を担った。ガス室へ向かう隊列を乱す者や抵抗する者は彼の手で殴り殺された。ワーグナーの熱心な督励によって効率的殺戮が行われ、25万人が抹殺された。
シュタングルは1942年9月にトレブリンカ絶滅収容所へ転勤したが、ワーグナーはソビボル新所長フランツ・ライヒライトナーの下でソビボルでの職務に留まった。親衛隊全国指導者ハインリヒ・ヒムラーがソビボルの視察に訪れた1943年2月12日に親衛隊曹長（SS-Oberscharführer）に昇進した。
ワーグナーは「親衛隊員らしい親衛隊員」だった。美男で、金髪碧眼で、がっしりした体つきの長身という「理想的なアーリア人種」だった。収容所内で毎日のように恣意的な殺人を行っていた。ある生存者によると「ワーグナーが人殺しをせずに昼食をとる日はなかった」という。 ワーグナーは囚人たちから最も残忍な看守と恐れられ、「ソビボルの死刑執行人」、「殺人鬼」、「狼」などの異名をとっていた。
ワーグナーの残忍さはソビボルからの囚人の脱走劇を描いた「脱走戦線 ソビボーからの脱出（en:Escape from Sobibor）」（1987年英国）でも克明に描かれている（映画ではハートムート・ベーカー（Hartmut Becker）が演じた）。なおこの映画の中でも描写されているが、1943年10月のソビボル強制収容所での囚人の大脱走の際にはワーグナーは休暇で収容所を離れていた。

### イタリアでユダヤ人狩り
脱走騒ぎによりソビボルが閉鎖された後、所長フランツ・ライトライヒナーとともにイタリアのパルチザン狩り部隊へ送られた。ワーグナーはここでシュタングルと再会した。ライヒライトナーはパルチザンによって殺害されたが、ワーグナーとシュタングルはアルベー島とアバチアにおいてユダヤ人狩りの仕事に回され、同地のユダヤ人をスサックの強制収容所へ移送していた。スサック強制収容所に送られたユダヤ人たちはそこからリジエラ・ディ・サン・サバ (Risiera di San Sabba) の絶滅収容所へ送られて殺害されている。

### 戦後、ブラジルへ逃亡
ワーグナーはアメリカ軍の捕虜としてドイツ敗戦を迎えたが、偽の身分証があったので釈放された。ニュルンベルクの法廷はワーグナーに死刑判決を下したが、ワーグナーは偽名を使ってオーストリアのグラーツで建築の仕事をしていた。しかしまもなくフランツ・シュタングルとともにバチカンの協力を得てレバノンのベイルートやシリアのダマスカスを経由してブラジルへ国外逃亡した。
1971年にシュタングルが死ぬとワーグナーは彼の未亡人に求婚したという。しかしシュタングル夫人は激怒してこれを拒否したという。彼女は1975年に「夫はちゃんとした立派な人で義務を果たしただけです。ときには囚人を怒鳴り付けるぐらいのことはしたでしょうが、囚人には指一本触れませんでした。しかしあのワーグナーは有名なサディストで恐怖の的でした。そんな男が私に求婚しようとはとんでもないことです」などと語った。
1950年4月12日にワーグナーはブラジル政府から永住権が認められた。しかもワーグナーは「ギュンター・メンデル」（Günther Mendel）という偽名を名乗りながらサンパウロ郊外で暮らしていた農場で農夫の仕事を得ていた。

### 逮捕
一方ヨーロッパではナチ・ハンターのサイモン・ヴィーゼンタールが消えたワーグナーの行方について独自に捜査をすすめ、1978年5月30日にワーグナーがブラジル警察に自首しなければならない状況に追い込んだ。戦後の西ドイツ政府やオーストリア政府、イスラエル政府、ポーランド政府などが次々とワーグナーの身柄引き渡しをブラジルに求めた。
ワーグナーはブラジル警察の取り調べに対して「自分はソビボルで宿所建設の仕事をしていただけだ」「ソビボルで死んだユダヤ人は一人もいない」などと述べ、自らの罪を否定する態度をとった。しかしブラジルに在住するソビボル生存者の一人であるスタニスラフ・シュマジネルが証人として警察に現れ、ワーグナーと面会した。ワーグナーは初め驚いた様子だったが、すぐに「君の事は覚えているよ。俺が輸送の隊列から連れ出してやったおかげで君の命は助かったんだよな」と口を滑らせた。これに対してシュマジネルは「そうだったね。だが君は僕の兄弟姉妹と父母の命は助けてくれなかったな。そして僕を連れ出したことで命を助けたというのだから君は他の人たちが死ぬ運命であることは知っていたわけだね」と返答した。ワーグナーはそれに何も答えなかった。
これでワーグナーの供述は鵜呑みにできないことが明らかとなり、身柄引き渡し拘留に移された。ところがこの後ブラジル司法長官はどの国の身柄引き渡し要求にも応じないと宣言。さらに1979年6月22日にはブラジル最高裁が西ドイツの要請について応じないという決定を下した。しかもこの決定はドイツ語の引き渡し請求書をポルトガル語に翻訳する際に誤訳した物に依拠するという杜撰なものだった。ブラジル駐在ドイツ大使はただちにブラジルに対して正式に抗議したが、ブラジル最高裁は「決済通知を待て」などとのらりくらりと引き延ばし、その間にワーグナーは釈放されて行方不明となった。そしてブラジルはまたしても彼の身柄引き渡しを拒否した。
確信犯的ナチスであるワーグナーは反省するそぶりはまるで見せなかった。1979年6月18日にBBCから受けたインタビューでも「気持ちと言われてもそんな物は何もない。仕事だったからだ。夜には仕事の話などしないし、酒を飲んでトランプで遊んでいた」などと述べている。

### 自殺
しかしマスメディアが何カ月にも渡って彼のソビボルでの残虐な活動を報道した結果、ブラジル国内にも彼の居場所は無くなった。ドイツ人社会さえも彼を村八分にした。そして1980年10月にサンパウロ市の自宅の風呂場でナイフを自らに付き刺して自殺した。